# Tacobamba (Potosí)
Tacobamba ist eine Ortschaft im Departamento Potosí im südamerikanischen Anden-Staat Bolivien.

## Lage im Nahraum
Tacobamba ist zentraler Ort des Municipios Tacobamba in der Provinz Cornelio Saavedra. Die Ortschaft Tacobamba liegt auf einer Höhe von 3011 m am linken Ufer des Río Tacobamba, einem der Quellflüsse des Río Pilcomayo, der wiederum einer der Nebenflüsse des Río Paraguay ist.

## Geographie
Tacobamba liegt östlich des Altiplano in einem der Täler der bolivianischen Cordillera Cantral. Die Region weist ein typisches Tageszeitenklima auf, d. h., dass die Temperaturunterschiede zwischen Tag und Nacht größer sind als die Temperaturunterschiede zwischen den Jahreszeiten.
Die mittlere Durchschnittstemperatur der Region liegt bei 11,5 °C und schwankt zwischen knapp 10 °C im Juni/Juli und gut 14 °C von Oktober bis März (siehe Klimadiagramm Potosí). Der Jahresniederschlag liegt bei 500 mm, mit einer ausgeprägten Trockenzeit mit Monatsniederschlägen unter 10 mm von Mai bis August, und Monatsniederschlägen von mehr als 100 mm von Dezember bis Februar.

## Verkehrsnetz
Tacobamba liegt in einer Entfernung von 94 Straßenkilometern nordöstlich von Potosí, der Hauptstadt des gleichnamigen Departamentos.
Von Potosí aus führt die asphaltierte Nationalstraße Ruta 5 in östlicher Richtung über Betanzos nach Sucre. Vierundzwanzig Kilometer hinter der Mautstation von Potosí zweigt eine unbefestigte Landstraße in nördlicher Richtung von der Ruta 5 ab und überquert den Río Chaqui Mayu. Auf ihrem siebzig Kilometer langen Weg nach Tacobamba überquert sie Passhöhen von bis zu 4500 m.

## Bevölkerung
Die Einwohnerzahl der Ortschaft ist in den ergangenen beiden Jahrzehnten auf etwa ein Fünftel zurückgegangen:
| Jahr | Einwohner | Quelle       |
| ---- | --------- | ------------ |
| 1992 | 347       | Volkszählung |
| 2001 | 183       | Volkszählung |
| 2012 | 73        | Volkszählung |
| 2024 |           | Volkszählung |

In Tacobamba ist die Quechua-Bevölkerung vorherrschend, im Municipio Tacobamba sprechen 99,5 Prozent der Bevölkerung Quechua.